# Open Barletta 2003
L'Open Barletta 2003 è stato un torneo di tennis facente parte della categoria ATP Challenger Series nell'ambito dell'ATP Challenger Series 2003. Il torneo si è giocato a Barletta in Italia dal 24 al 30 marzo 2003 su campi in terra rossa.

## Vincitori

### Singolare
Rafael Nadal ha battuto in finale  Albert Portas con il punteggio di 6–2, 7–6(2)

### Doppio
Sebastián Prieto /  Sergio Roitman hanno battuto in finale  Massimo Bertolini /  Giorgio Galimberti con il punteggio di 6–3, 3–6, 6–3